# Присцилліан

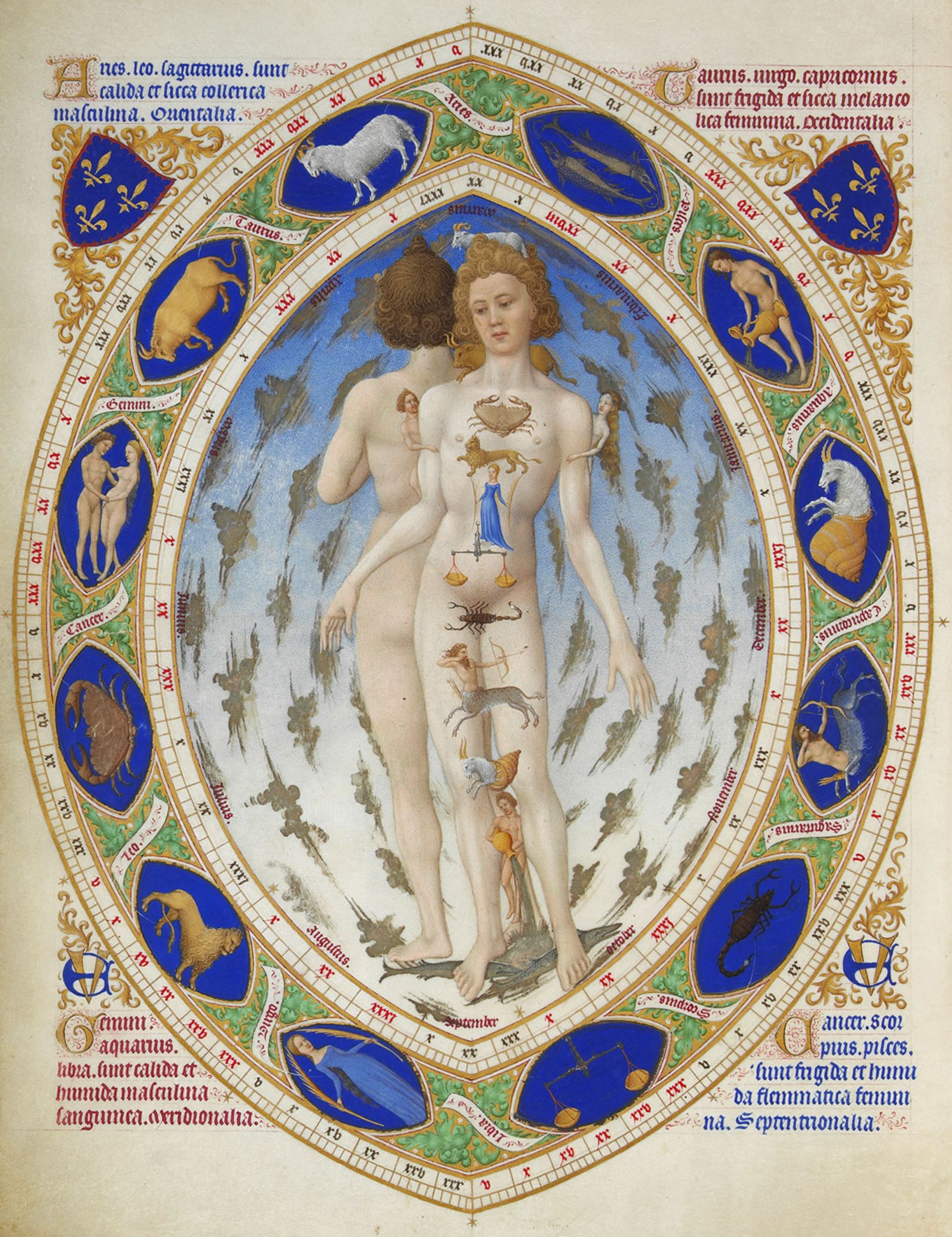
«Уявлення Присцилліана про відповідність імен патріархів частинам душі і, паралельно, знаків зодіаку частинам тіла». Цитата з праці Оросія «Повчання щодо помилки присцилліан та оригеністів»

Присцилліан, також Прискілліан (лат. Priscillianus; бл. 340, Галлеція, Римська імперія — 385, Трір, Римська імперія) — іспанський єресіарх, єпископ Авіли (381—385), християнський письменник. Аж до XI століття залишався єдиним західним християнином, страченим за єресь.
До 600 року мав послідовників свого вчення, в основі якого лежав гностико-маніхейський дуалізм.

## Діяльність
Присцилліан був прихильником аскетизму і вегетаріанцем; належав до партії Ідація та Іфація.
Іспанські єпископи звинуватили його в брехні, чаклунстві й аморальності на підставі дуже хистких даних. На соборах, скликаних у Сарагосі (Сарагоські собори) 380 року і в Бурдигалі (нині Бордо) 384 року, Присцилліана засуджено, він апелював до імператора, не отримав виправдання й тут, і 385 року — разом з чотирма послідовниками — його страчено (обезголовлено) у Трірі при тирані Максимі.
Це був перший випадок страти єретиків, що справив величезне враження і викликав сильне обурення святих Амвросія Медіоланського і Мартина Турського.

## Вчення
Про вчення Присцилліана відомо мало, за деякими повідомленнями, він дотримувався вчення Василіда. Наскільки можна судити на підставі 11 трактатів Присцилліана, що збереглися, вся його вина полягала в тому, що він мав деякі незалежні погляди на канон Святого Письма, на демонів і на загадку людського життя. Аморального у вченні Присцилліана не було нічого; навпаки, він був прихильником аскетизму та вегетаріанцем.
Його вчення мало багато послідовників — присцилліан. В основі їхньої доктрини лежав гностично-маніхейський дуалізм. Близько 600 року останні сліди присцилліан зникли.

## Праці
Присцилліан — автор багатьох невеликих робіт, частина яких збереглася. Автори ЕСБЕ налічували 11 трактатів, що дійшли до нас, після того, як німецький філолог Георг Шепсс видав (Вюрцбург, 1889) виявлені ним у вюрцбурзькій бібліотеці рукописні твори, підписані ім'ям Присцилліана, і присвятив йому свої публікації («Priscillian, ein neuaufgefundener lat. Schriftsteller des IV Jahrh.», 1886; «Notiz zu Priscillian», 1890; «Pro Priscilliano», 1894).
Його вважають автором «Іванової вставки» — апокрифічного додатку в Новому Заповіті, покликаного обґрунтувати догмат триєдиності Бога.